# Кодър
Кодър (на старогръцки: Κόδρος, Kodros, Codrus) е последният митичен цар на Атика. Властването му се датира в периода (1089 – 1068 пр.н.е.) Син е на атинския цар Мелант (1126/5 – 1089/8 пр.н.е.) от Месения, основател на династията Мелантиди. След Кодър царската власт в Атика е прекратена, а управлението - поето от доживотни архонти. От синовете на Кодър Медон става първият доживотен архонт, Нелей и Андрокъл основават колонии в Мала Азия.
Според Павзаний в Делфи е имало статуя на Кодър, дело на Фидий.

## Легенда
Според митологията при нападение на дорийците през 1068 пр.н.е. оракулът казва, че атиняните ще победят само ако царят им бъде убит от враговете. Кодър отива преоблечен като селянин във вражеския лагер, там започва караница и той е убит. Дорийците наистина се оттеглят, а завладяната вече Мегара оставят на коринтяните.